# Ancistrops strigilatus
Az Ancistrops strigilatus a madarak (Aves) osztályának verébalakúak (Passeriformes) rendjébe, valamint a fazekasmadár-félék (Furnariidae) családjába tartozó Ancistrops nem egyetlen faja.

## Rendszerezése
A fajt Johann Baptist von Spix német biológus írta le 1825-ben, a Thamnophilus nemben Thamnophilus strigilatus néven.

## Előfordulása
Bolívia, Brazília, Kolumbia, Ecuador és Peru területén honos. Természetes élőhelyei a szubtrópusi és trópusi síkvidéki esőerdők és mocsári erdők. Állandó, nem vonuló faj.

## Megjelenése
Testhossza 18 centiméter, testtömege 30-39 gramm.

## Természetvédelmi helyzete
Az elterjedési területe rendkívül nagy, egyedszáma pedig stabil. A Természetvédelmi Világszövetség Vörös listáján nem fenyegetett fajként szerepel.